# Odi barbare
Le Odi barbare di Giosuè Carducci sono una raccolta di cinquanta poesie scritte tra il 1877 e il 1879.

## La vicenda editoriale
Le Odi barbare ebbero molteplici edizioni e rivisitazioni. Furono infatti edite per la prima volta per la casa editrice Zanichelli nel 1877 all'interno della «Collezione elzeviriana», e comprendevano solamente 14 testi; furono quindi seguite da Nuove odi barbare del 1882 e del 1886; dalle Terze odi barbare del 1889 e infine da Delle odi barbare lettura del 1893.

## Struttura dell'opera
Il libro rappresenta il tentativo da parte di Carducci di riprodurre la metrica quantitativa dei Greci e dei Latini con quella accentuativa italiana. I due sistemi sono completamente diversi, ma già altri poeti prima di lui si erano cimentati nell'impresa, dal Quattrocento in poi. Egli pertanto chiama le sue liriche barbare perché tali sarebbero parse non solo ad un Greco o ad un Latino, ma anche a moltissimi italiani del suo tempo.
Predomina nelle Odi barbare il tema storico e fatalistico come ad esempio Dinanzi alle terme di Caracalla, e Miramar, sul destino dello sfortunato Massimiliano I del Messico. Altre volte vi sono scene paesaggistiche con accenti più intimi, come nella poesia Alla stazione in una mattina d'autunno. E ancora una volta i temi fondamentali della poesia carducciana sono gli affetti familiari, l'infanzia, la natura, la storia, la morte accettata con virile tristezza come nella poesia Nevicata.
L'esaltazione della classicita' e dei poeti antichi si esprime soprattutto nelle due poesie A Desenzano e Sirmione che sono un omaggio a Gaio Valerio Catullo. Celeberrima l'ode Alla regina d'Italia, ispirata alla visita che Umberto I e Margherita di Savoia fecero a Bologna tra il 4 e il 7 novembre 1878 e che scatenò vive polemiche visto che il fino ad allora repubblicano Carducci sembrava lodare la monarchia: «La Rivista repubblicana di Milano del 26 novembre 1878 in un articolo del direttore Arcangelo Ghisleri […] dopo avere espresso l'indignazione del suo partito per l'inatteso voltafaccia del poeta, lo mandava a scuola di dignità dal Foscolo». Celebri anche l'ode Nella piazza di San Petronio, la piazza principale di Bologna, e quella dedicata alle fonti del Clitunno.